# Lợn quay

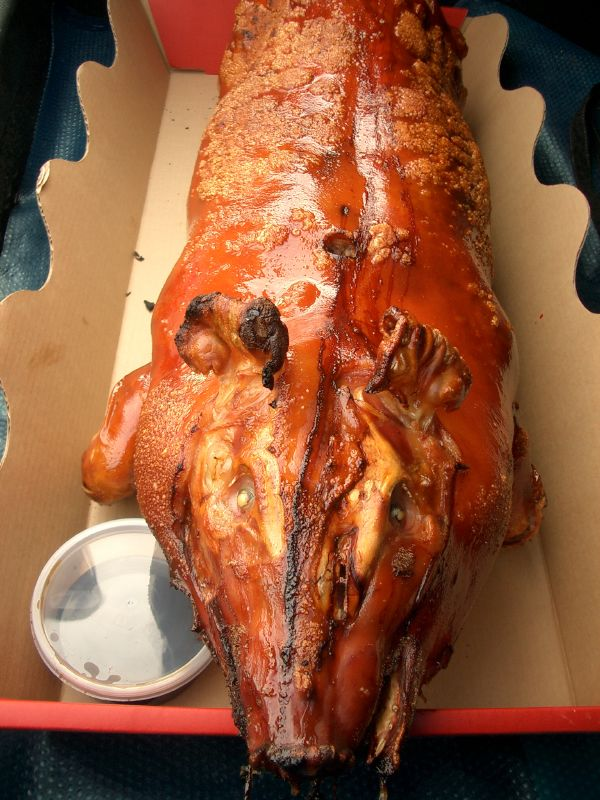
Một con heo quay giòn rụm

Heo quay hay lợn quay là món ăn có nguyên liệu từ lợn (heo) và được thực hiện bằng phương pháp quay trên lò than. Ở Bali của Indonesia, món heo quay còn được gọi là Babi guling, Babi panggang hay Babi bakar đây là một món đặc sản trứ danh ở đất nước không ăn thịt heo. Heo quay babi guling là món ăn nổi tiếng trên đảo Bali, Indonesia dù đây là quốc gia có dân số theo đạo Hồi lớn nhất thế giới. Đây món thịt heo quay Bali truyền thống, là món ăn chỉ được phục vụ trong lễ hội nhảy múa dân gian Bali.
Ngoài ra còn có món Lechon hay Lechón là một từ trong tiếng Tây Ban Nha có nghĩa là heo sữa quay, được làm từ heo sữa để nguyên con quay chín bằng than củi. Ngoài Philippines, món heo quay lechón phổ biến ở nhiều nước như Dominica, Canada, Puerto Rico, Cuba, Tây Ban Nha và một số quốc gia nói tiếng Tây Ban Nha khác. Đặc sản lechón ở Philippines phổ biến và được yêu thích tới mức dân địa phương còn tổ chức một lễ hội riêng cho món ăn này, và đây được xem như một nét văn hóa của Philippines.

## Trên thế giới

### Ở Bali

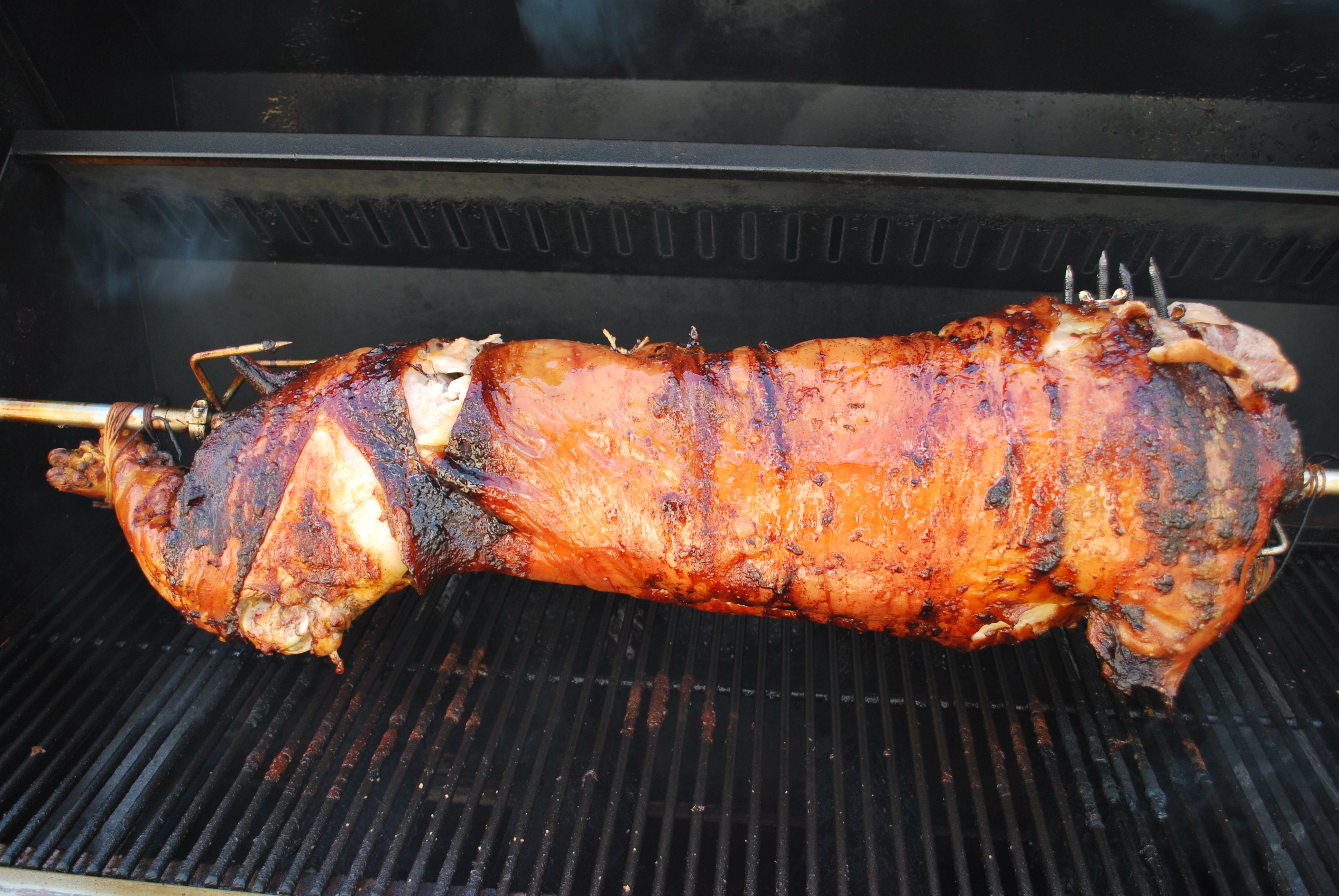
Phương pháp quay heo trên lò than

Tại quốc đảo 250 triệu dân với 90% theo Hồi giáo, Bali gần như tách biệt với văn hóa không ăn thịt lợn. Mọi du khách đến Bali đều biết tới món babi guling, có nghĩa là Heo sữa quay. Babi guling là heo quay bởi vì nó được nướng trên một cái xiên được đặt trên lửa và phải quay bằng tay, là một món ăn khó mà nghĩ là ta có thể tìm thấy ở Indonesia, đất nước với số dân theo đạo Hồi đông nhất thế giới. Nhưng Bali lại là một trường hợp đặc biệt phần đông dân cư ở đây theo một nhánh của đạo Hindu kết hợp với những truyền thống tâm linh bản địa. Điều này có nghĩa là thịt heo vốn bị cấm ở các nước Hồi giáo không có gì lạ ở đây.
Món babi guling ở Bali có lẽ là món ăn tinh túy nhất ở Indonesia. Trước đây, babi guling thường chỉ dành cho những dịp trọng đại trong cuộc đời chẳng hạn như đám cưới hoặc đám tang. Ngày lễ đầy ba tháng tuổi của em bé hay khi đứa trẻ mọc chiếc răng sữa đầu tiên cũng là lý do để làm món này. Ngày nay, có lẽ do làn sóng du khách đã làm thay đổi và thương mại hóa Bali trong những thập niên qua, những nhà hàng bình dân ngoài trời nằm rải rác trên hòn đảo cũng chuyên phục vụ du khách món heo quay. Trong đó, Ibu Oka, một điểm nổi tiếng về món babi guling mà nhiều người cho rằng đã tạo nên chuẩn mực cho món ăn này.

### Ở Philippines

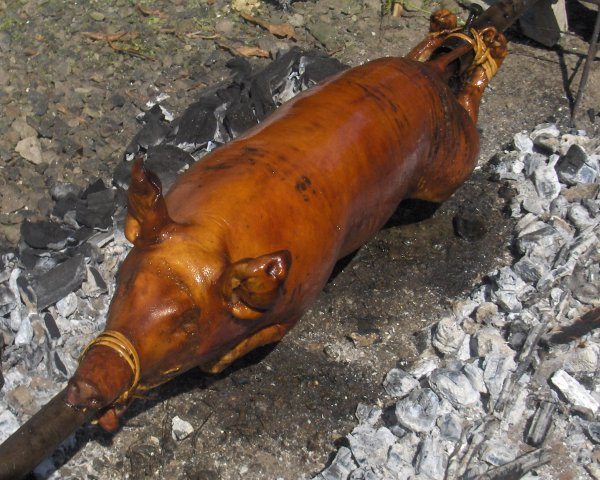
Heo quay ở Philippines

Tại Cebu (Philippines) được mệnh danh là nơi chế biến những con lợn sữa quay ngon nhất thế giới. Cebu là một đảo của Philippines đồng thời là tỉnh phát triển nhất nước này. Tuy nhiên, du khách cũng có thể tìm ăn lechón ở nhiều nơi tại Philippines, nhưng nhiều nhất vẫn vào các dịp đặc biệt, trong ngày hội hoặc dịp nghỉ lễ. Những con lợn quay thơm phức được mặc đủ mọi loại trang phục, đưa đi diễu phố và thậm chí là tổ chức lễ cưới thu hút rất nhiều khách du lịch đến với Philippines. Sức sáng tạo trong nghệ thuật nhân cách hóa ở lễ hội. Sau khi kết thúc nghi lễ, khách mời sẽ được thưởng thức món ăn đặc biệt này trong sự vui vẻ, hạnh phúc.
Món ăn có tên gọi Lechon từ xa xưa đã là món ăn sở trường của cư dân thành phố Quezon, Philippines, một đất nước có nhiều phong tục, tập quán đặc sắc, kỳ lạ. Không chỉ yêu thích món ngon này, người dân còn dành cho những chú lợn quay một tình cảm đặc biệt. Vào tháng 9 âm lịch hàng năm, người dân lại tổ chức lễ hội tôn vinh món ăn này và muốn đưa việc thưởng thức chúng trở thành nghệ thuật. Những chú lợn sữa sẽ được lựa chọn vào nghi lễ này. Bằng bí quyết đặc biệt, Lechon đã trở thành món ăn ngon không đâu sánh được. Điều thú vị là người dân sắm cho lợn quay những bộ cánh mới nhất để hóa trang chúng thành con người.

### Việt Nam

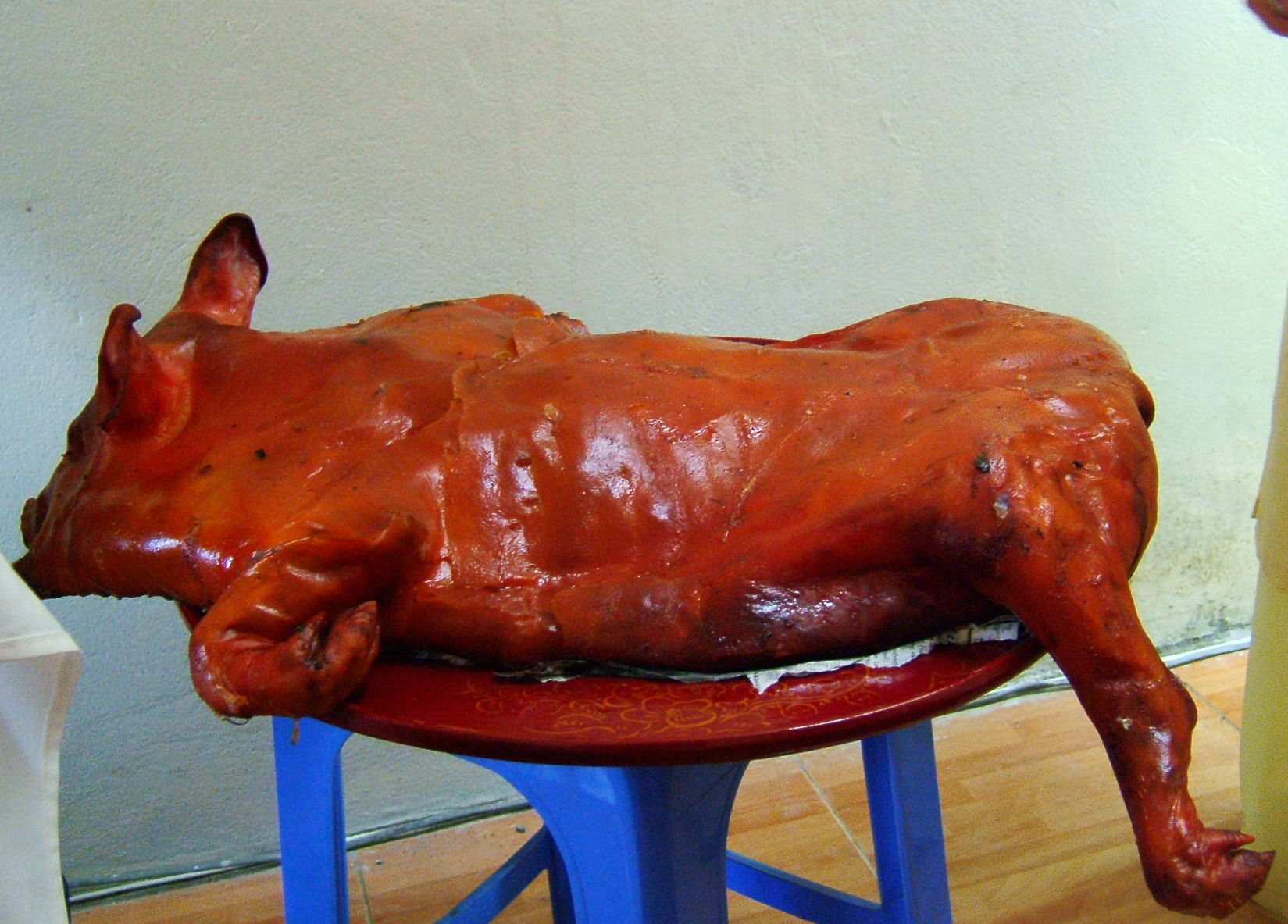
Một con heo quay trong đám cưới ở Việt Nam

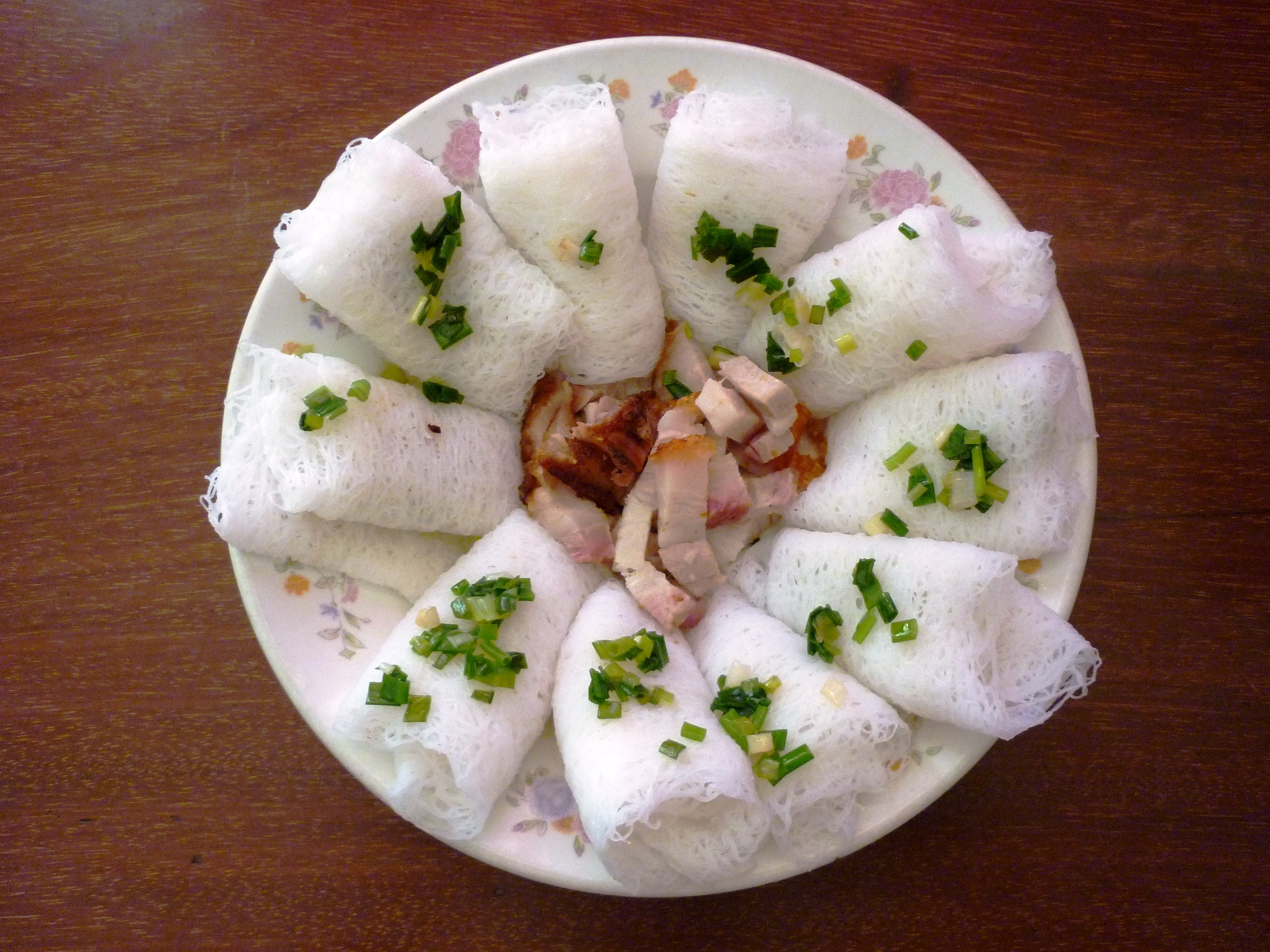
Heo quay chặt miếng nhỏ ăn cùng với bánh hỏi (món bánh hỏi heo quay)

Ở Việt Nam, món heo quay cũng được thịnh hành, người ta thường quay heo rồi chặt nhỏ để ăn kẹp với bánh mì trong bữa ăn sáng, gọi là bánh mì heo quay. Trong những đám cưới, người Việt Nam cũng có tục đem heo quay đến như một món lễ vật cầu hôn. Đây là món ăn đặc sản không thể thiếu trong các mâm cỗ xứ Lạng. Nước chấm heo quay cũng rất đặc biệt. Trước khi xẻ thịt heo ra từng phần thì phải rạch từ ức xuống đến bụng rồi nghiêng con heo đổ nước cốt ra một cái tô, trong lúc số nước ấy còn nóng đã phải pha chế thêm tỏi tươi, ớt hiểm xanh và nước mắm ngon vào cho vừa miệng.
Thịt lợn quay ở Lạng Sơn được quay nguyên con với nhiều công đoạn cầu kỳ từ chọn lợn đến tẩm ướp, canh lửa để da giòn, thịt ngọt mà không bị cháy, bị khô. Lợn chọn để quay thường nặng từ 25 đến 30 kg, được làm sạch, ướp gia vị rồi nhồi lá, quả mắc mật vào trong, sau đó để ngấm mới quay. Vừa canh lửa, người quay vừa phết đều mật ong hoà với nước lã lên mình lợn để có lớp da vàng bóng, giòn tan và không bị nứt. Đĩa thịt lợn quay vàng với lớp da phồng giòn, lớp nạc trắng hồng, lớp mỡ mỏng mầu ngà lại có mùi thơm của lá mắc mật, mật ong, húng lìu ngát hương.
Một đặc sản heo quay khác ở Việt Nam được biết đến là thịt quay làng Đường Lâm không chỉ nổi tiếng về hương vị khác biệt mà còn bởi phương cách chế biến cầu kỳ và độc đáo không kém. Mỗi miếng thịt ba chỉ khoảng 1 kg phải mất tới 6 tiếng chế biến mới tạo ra thành phẩm. Miếng thịt dùng quay phải là thịt lợn tươi, phần ba chỉ có bì dày, lớp thịt, lớp mỡ đan xen đều nhau. Thịt sau khi được tẩm ướp kĩ càng sẽ được cuốn gọn gàng vào một chiếc đòn tre to đã lót lá chuối bên trong.
Thịt ngon được tẩm ướp những gia vị như húng lìu, hạt tiêu, hành tươi, mắm muối, lá ổi non băm nhỏ và không thể thiếu phần lá ổi bánh tẻ dùng lót vào bên trong miếng thịt trước khi đem đi quay. Trong quá trình chế biến, thịt được thay đổi nhiệt độ lửa cũng như khoảng cách giữa bếp và thịt để miếng thịt chín đều. Phần bì thì dùng một chiếc xiên bằng tre đâm lỗ tới khi nổ lốp đốp để phồng lên, giòn tan. Thịt chín được gỡ ra, cắt thành miếng khoảng 1,2 cm, chấm với nước tương Đường Lâm hoặc muối chanh đều rất ngon. Món thịt quay đòn có lớp bì giòn tan, thơm lừng hương ổi. Bên trong lớp vỏ giòn là lớp thịt ngọt mềm, béo ngậy.
Món thịt heo quay ở chợ Đăk Drông (tỉnh Đắk Nông) nổi tiếng bởi vị đậm đà, mà phần bì lại giòn tan. Heo để quay phải là heo ngon, khỏe, nặng khoảng 30 kg. Cũng vẫn là tỏi, lá mắc mật, tiêu hành nhưng cách tẩm ướp sao để gia vị ngấm đều vào từng thớ thịt trước khi quay và canh lửa sao để heo chín vào tận xương sống lại là bí quyết gia truyền riêng của mỗi hàng. Heo quay ngon trước tiên phải kể đến là màu của da, da heo khi chín phải vàng đều, thịt bên trong bất kì là nạc hay mỡ đều phải vừa chín tới, nếu thớ thịt còn đỏ là chưa chín hẳn, còn thịt đã chuyển màu đất sét coi như đã quá lửa vừa mất ngon, vừa hao. Ăn miếng thịt này sẽ cảm nhận được miếng da phải giòn tan và béo ngậy, thịt mềm và ngọt.

### ỞTrung Quốc

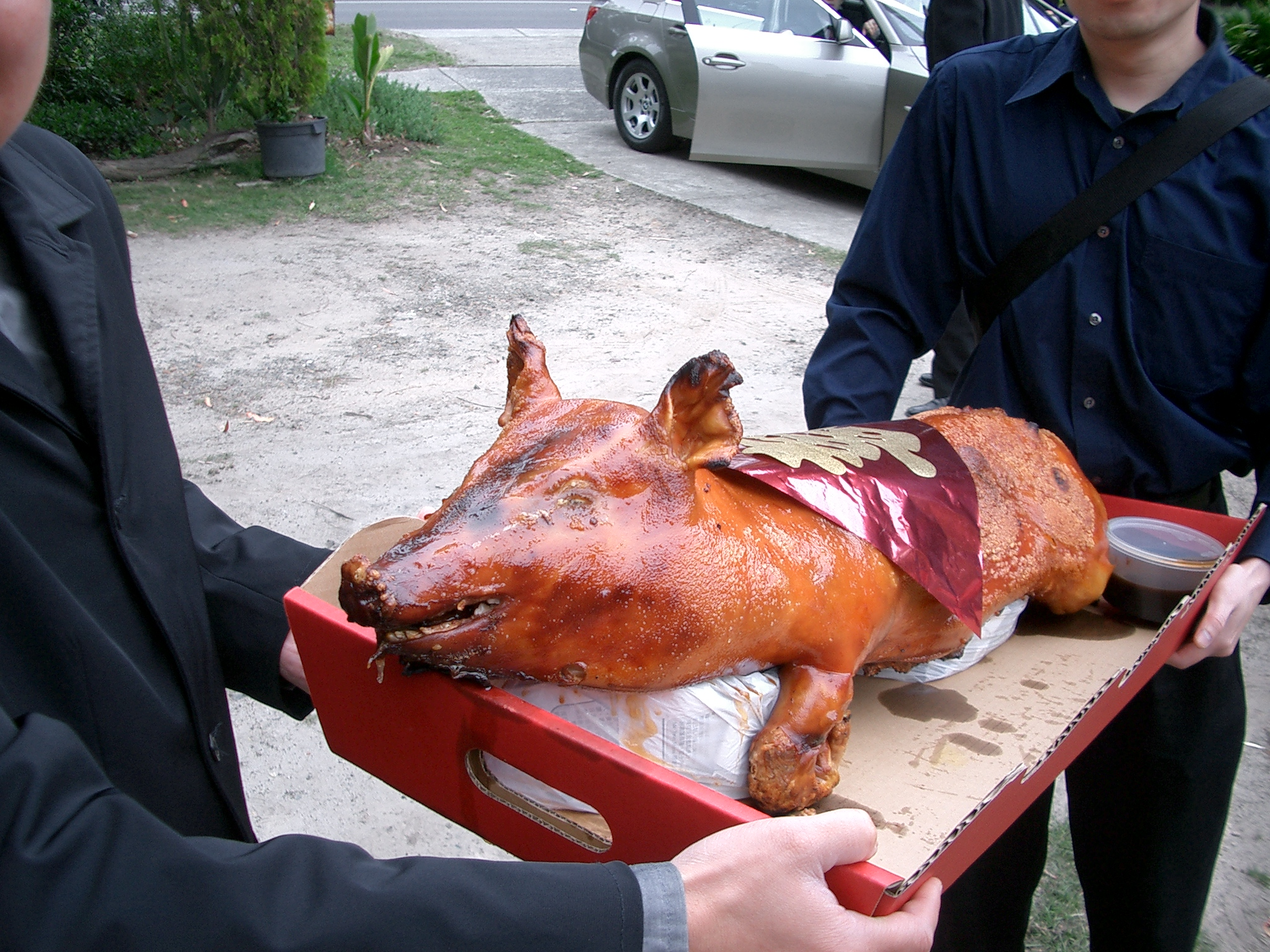
Lợn quay "song hỷ" trong một đám cưới ở Quảng Đông, Trung Quốc

Trong các cộng đồng người Hoa khác nhau (đặc biệt là ở miền Nam Trung Quốc), lợn sữa quay được mua cho các dịp đặc biệt của gia đình, khai trương kinh doanh hoặc như một lễ cúng tâm linh mang tính nghi lễ. Ví dụ, một tục lệ truyền thống là dâng một hoặc vài con lợn sữa quay nguyên con để dâng cúng tổ tiên. Lợn quay được hiến tế để xua đuổi tà ma và cầu nguyện cho sự thịnh vượng may mắn.

## Đặc trưng

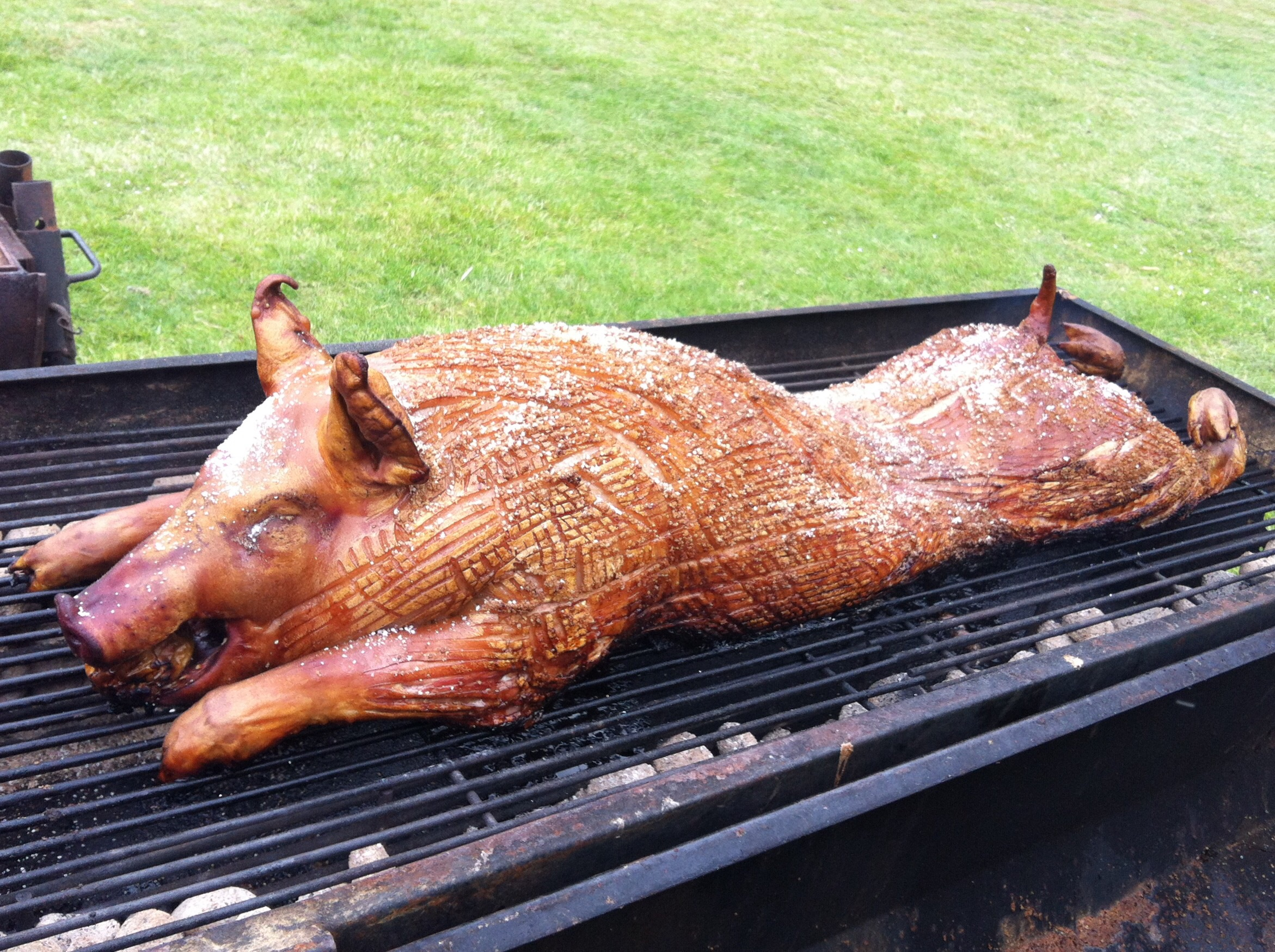
Một con lợn được tẩm muối chuẩn bị quay

Điểm đặc biệt của lợn quay Bali nằm ở lớp bì (da) mỏng tang, giòn rụm và hương vị tẩm ướp khác biệt, lớp bì giòn của babi guling có vị ngậy như sữa dừa hay thậm chí là pho mát, một đĩa thịt lợn trước mặt vừa được xẻ ra từ một con lợn sữa mới được quay nóng hổi. Hương vị của miếng thịt mềm, ướt được ướp với tỏi, gừng và nghệ sẽ cứ đọng lại trên đầu lưỡi. Miếng thịt lên một miếng bì giòn và bỏ vào miệng như ăn một miếng phó mát trên một miếng bánh quy. Phần nước trong thịt kết hợp với độ giòn của bì lợn là thứ ngon, nó thậm chí còn ngon hơn nữa khi cắt một phần thịt thăn, chỗ thịt này mềm hơn và nhiều nước hơn thịt đùi. Sau đó là phần thịt ba rọi và cuối cùng là phần má, phần thịt mềm nhất và ngon nhất của con lợn.
Món heo quay này được ăn với rau. Bí quyết để có babi guling ngon là không phải chỉ có phần thịt. Phần rau sống cũng phải ngon. Trong trường hợp này, đó là đậu đũa ướp gia vị. Ngoài ra, cơm phải tơi xốp, thịt phải mềm và phải có kèm một vài miếng bì thật giòn, cần phải có một hỗn hợp gia vị lan toả trong miệng. Hỗn hợp gia vị đó được gọi là Basa gede vốn có nghĩa đen là đại hỗn hợp gia vị. Hỗn hợp này bao gồm hành củ, tỏi, gừng, riềng nếp, củ riềng, nghệ, một loại hạt có vị giống như hạt macadamia, ớt hiểm, rau mùi, tiêu đen, lá salam (một dạng rau húng của Indonesia), muối và mắm tôm sệt trộn lẫn vào nhau. Thứ gia vị này được dùng với hầu như mọi loại món ăn trên hòn đảo này.

## Chế biến

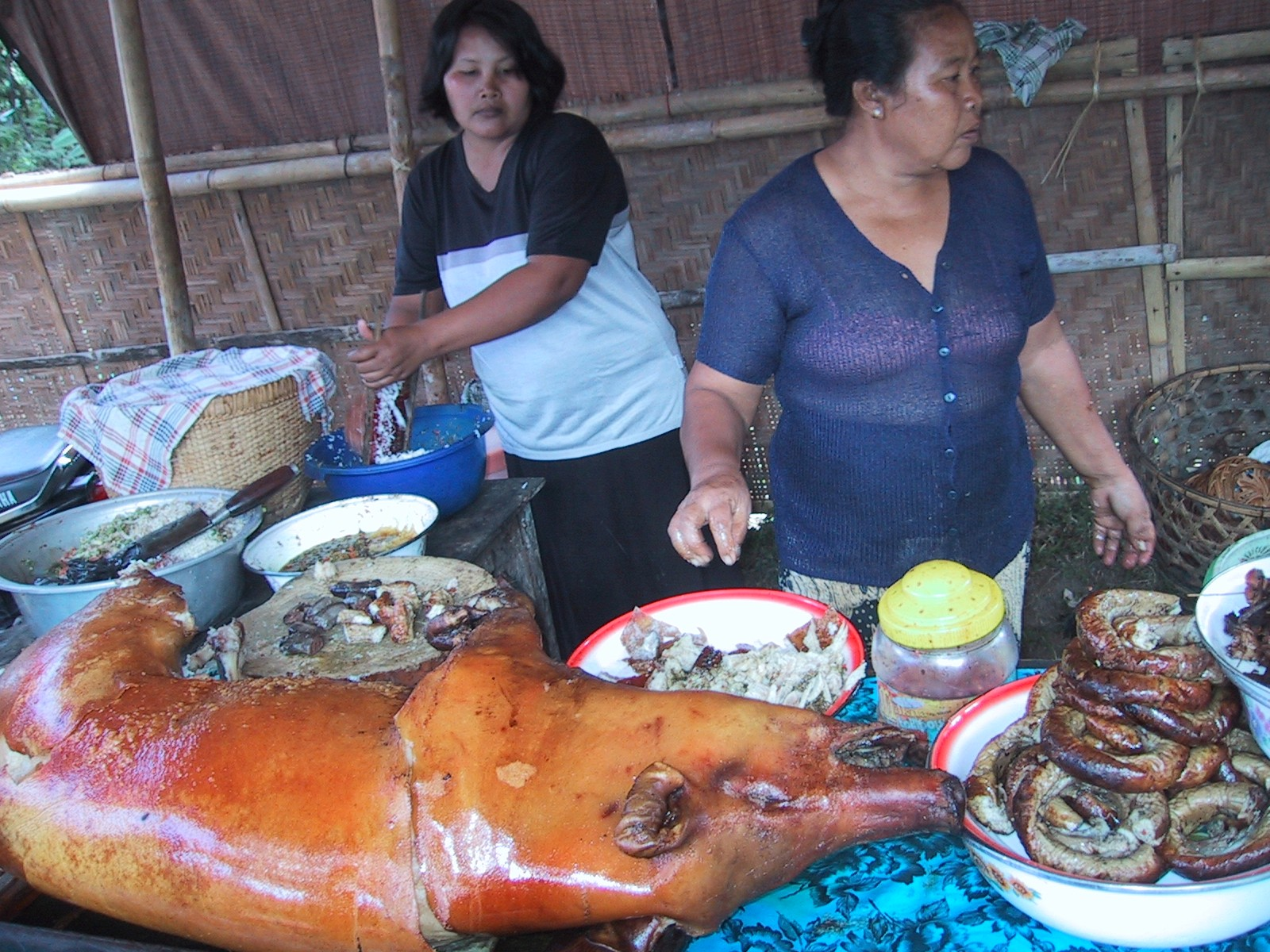
Phục vụ món Babi Guling

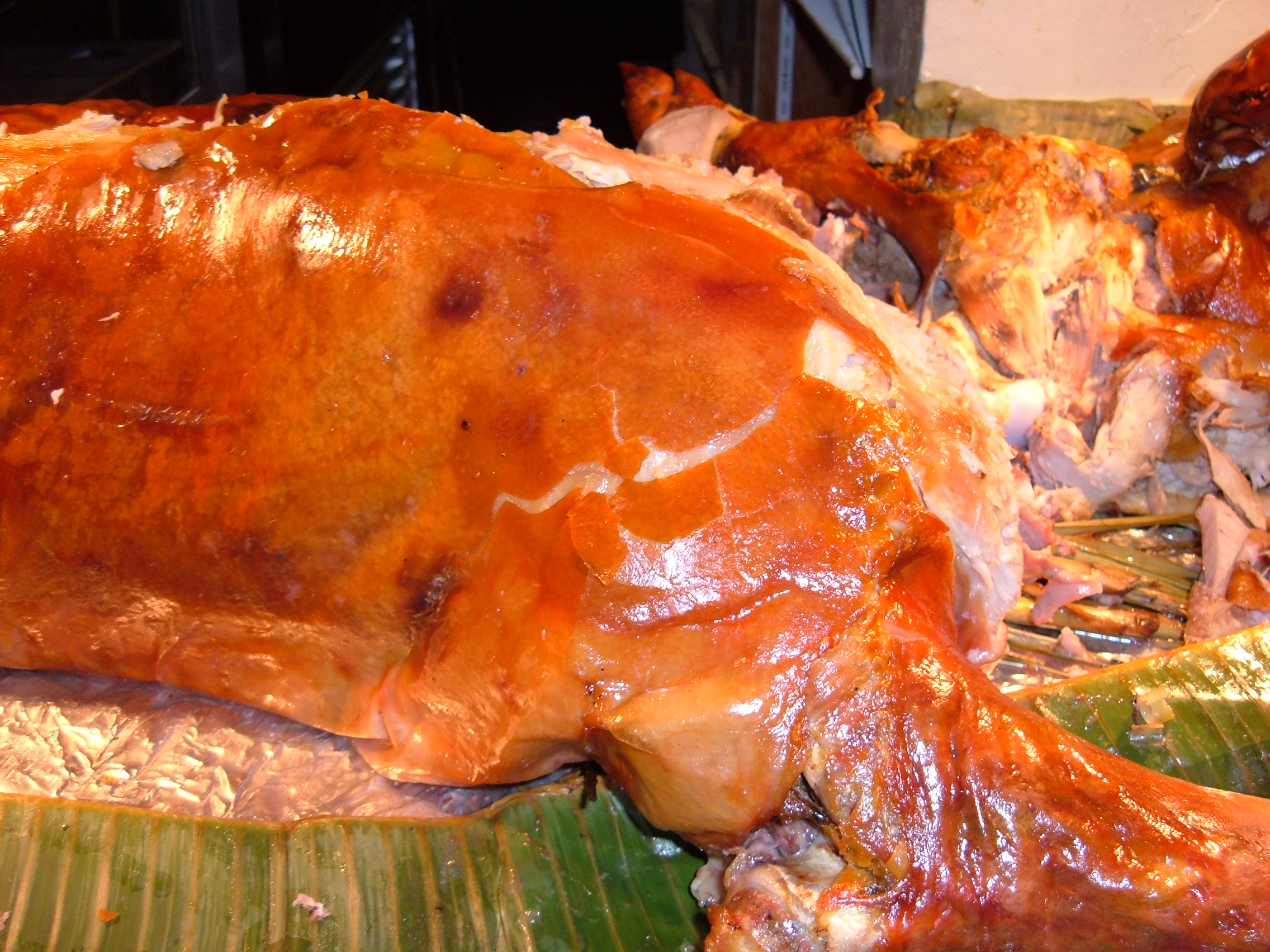
Lợn quay

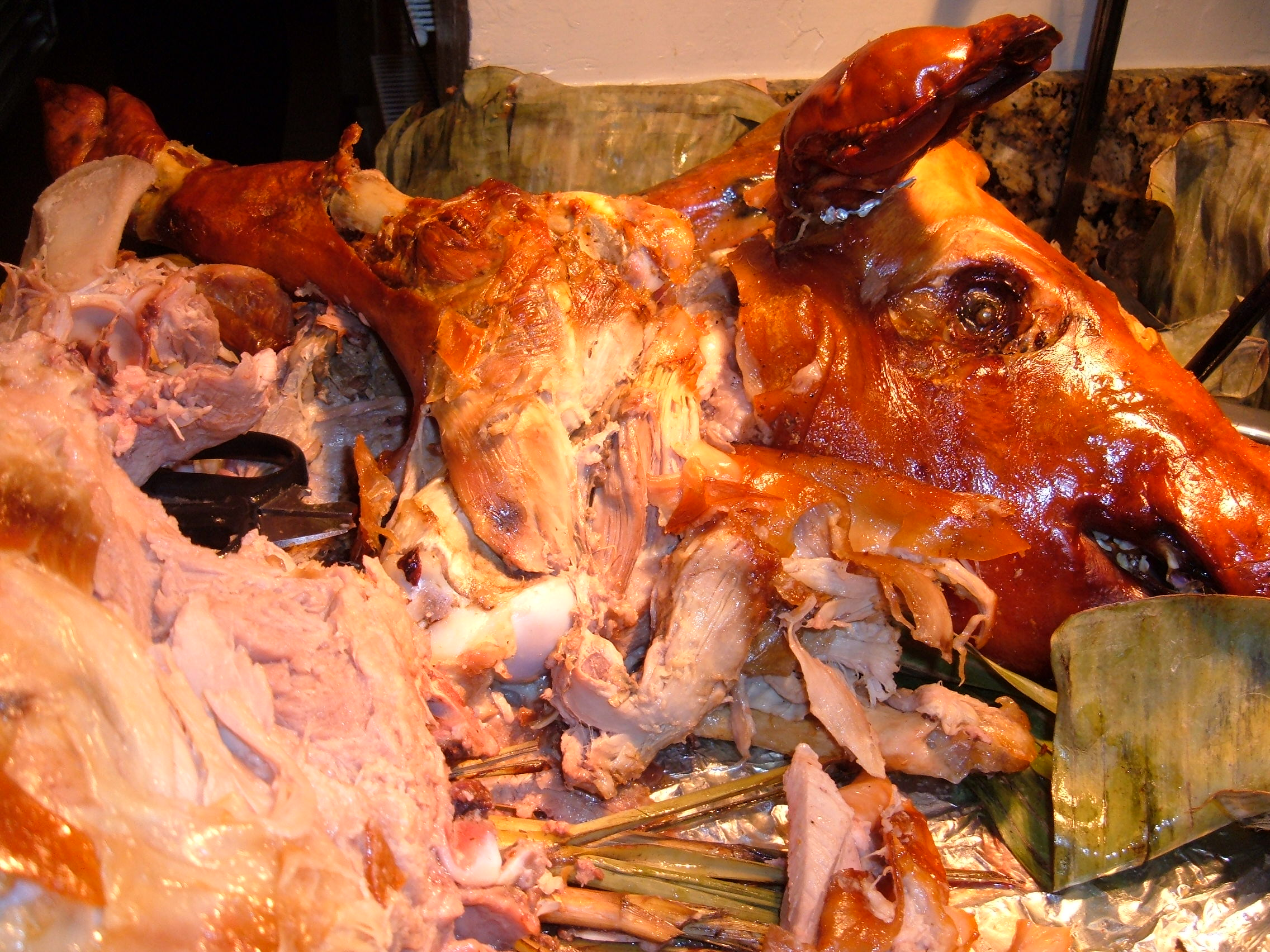
Lợn quay

Các quầy bán babi guling trên đảo có căn bếp và cách chế biến truyền thống thô sơ nhưng lại mang tới món ăn khiến thực khách hàng ngày phải xếp hàng dài chờ đợi đến lượt được phục vụ. Người dân thường dùng gỗ trộn lẫn vỏ dừa nhóm lửa quay lợn. Không thể nào làm được babi guling ở nhà trừ phi quay nguyên cả con lợn, không thể ra chợ chọn mua một miếng thịt lợn và nghĩ rằng nó sẽ thành món babi guling đích thực. Đó là lý do tại sao phần lớn mọi người đều tới ăn ở các nhà hàng nhỏ hoặc tìm mua của những người chế biến, người từ suốt hơn chục năm qua đã chuyên chế biến món babi guling để cung cấp cho các nhà hàng và các đám tiệc.
Xưởng làm babi guling giống như một xưởng chế biến ngoài trời. Nhiều con lợn sữa được quay trên lửa, người làm công đang nhồi lòng dồi với thịt và những thứ khác, người lôi một con lợn năm tháng tuổi ra khỏi chuồng, cắt tiết hứng vào một cái xô để sau nhồi dồi. Khi con lợn cuối cùng đã nằm bất động, nhóm thợ còn lại đổ nước sôi lên người nói và bắt đầu cạo lông. Con lợn bị mổ bụng, moi nội tạng ra. Sau cùng, basa gede được nhồi vào bên trong. Bụng lợn được khâu lại cho chắc.
Công đoạn tiếp theo là  lấy nghệ chà lên da nó và dùng một xiên kim loại dài xiên qua miệng nó. Thời gian nướng từ 3 đến 4 tiếng. Lợn quay trên lửa phải được xoay liên tục, đều tay để lớp bì giòn đều. Mùi gỗ và vỏ dừa thơm sẽ quyện vào thịt mang đến hương vị đặc trưng khó quên. Lợn sau khi quay xong phải được để nghỉ một thời gian nhất định mới tiến hành cắt thịt. Từng tảng bì to, mỏng, giòn tan gỡ khỏi thịt để riêng ra.
Những món thịt lợn quay thông thường, từng miếng thịt được chặt liền bì. Trong khi đó, babi guling tách riêng từng tảng bì to và thịt. Trong khi một người làm dùng tay quay lợn trên lửa, cách chế biến không hề thay đổi qua từng ấy năm. Ngoại trừ thanh kim loại, trước đây họ dùng cây gỗ và vẫn chế biến món này y hệt như cách làm ngày xưa. Một vài tiếng sau, cả nguyên con lợn quay được đem ra bàn, rạch bụng nó ra, xúc hỗn hợp gia vị ra một cái bát, đập vỡ những phần da cháy sém nâu, gạt đi như lấy cạo bỏ lớp sơn tróc, cắt ra một miếng thịt đùi và phủ hỗn hợp gia vị lên.